# Стелофф, Фрэнсес

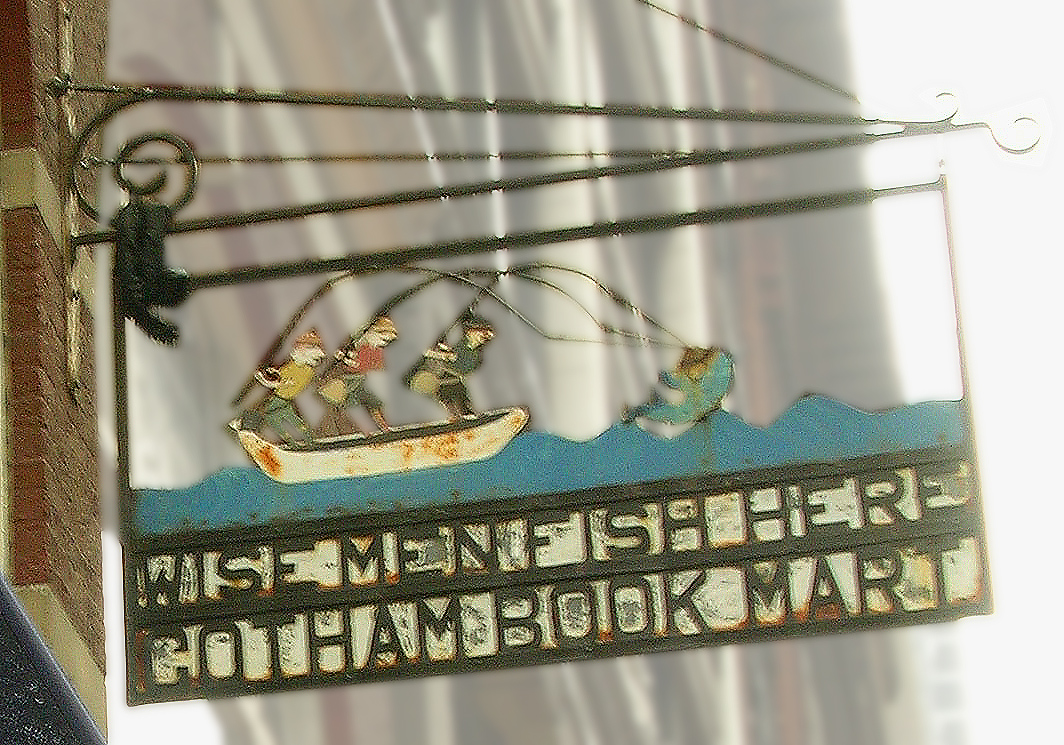
Вывеска книжного магазина Gotham Book Mart

Фрэнсес Стелофф (англ. Ida Frances Steloff; 31 декабря 1887, Саратога-Спрингс — 15 апреля 1989, Нью-Йорк) — американская предпринимательница, основатель независимого книжного магазина Gotham Book Mart.

## Биография
Родилась в очень бедной семье, была вынуждена уйти из школы в седьмом классе. 
С 19 лет жила в Нью-Йорке, работала продавщицей в Бруклине, первоначально в отделе одежды, затем в различных книжных магазинах. 
В 1920 году открыла собственный магазин, в скором времени ставший заметным центром литературной жизни США. 
Среди постоянных посетителей магазина в разные годы были Теодор Драйзер, Джон Дос Пассос, Юджин О’Нил, Торнтон Уайлдер, Патти Смит, в нём покупали книги Чарли Чаплин, Джордж Гершвин, Дж. Д. Сэлинджер, Сол Беллоу, Вуди Аллен, а Аллен Гинзберг в юности работал здесь продавцом. Вопреки цензурным запретам Стелофф продавала скандальные романы «Любовник леди Чаттерлей» Д. Г. Лоуренса и «Тропик Рака» Генри Миллера. 
В 1947 году в магазине Стелофф состоялось учредительное собрание Общества Джеймса Джойса (заказывавшего в Gotham Book Mart книги с доставкой в Европу по почте), и Стелофф стала его казначеем.
В 1967 году Стелофф продала магазин, но до конца жизни жила в квартире этажом выше, нередко спускаясь вниз для беседы с покупателями. 
В магазине висели её увеличенные фотопортреты вместе с посетителями магазина — Диланом Томасом, Анаис Нин, Жаном Кокто, Сальвадором Дали и Марианной Мур. 
В 1987 г. о Стелофф и её магазине был снят документальный фильм (англ. Frances Steloff: Memoirs of a Bookseller), режиссёр Дебора Диксон.
Магазин Gotham Book Mart просуществовал до 2007 года, в 1990-е гг. его фактическим совладельцем был Эдвард Гори. 
В 2008 году архивный фонд магазина был приобретён Пенсильванским университетом.